# Terekli-Mekteb
Terekli-Mekteb (ros. Терекли-Мектеб) – wieś na terytorium Federacji Rosyjskiej w Republice Dagestanu, ośrodek administracyjny rejonu nogaiskiego na południowo-wschodnim skrawku kontynentu europejskiego.
Według danych z 2002 wieś liczyła ok. 7300 mieszkańców.

## Geografia
Osada znajduje się w północnej części Dagestanu, ok. 70 km od zachodniego wybrzeża Morza Kaspijskiego i ok. 200 km w linii prostej na północny zachód od stolicy republiki Machaczkała.
W Terekli-Mekteb zlokalizowane są zakłady przemysłu spożywczego i przemysłu drzewnego.

## Historia
Pierwotnie tereny dawnej osady zamieszkiwali Nogajowie. Wieś powstała w 1793 jako kolonia rosyjska.
W czasie II wojny światowej (operacja Fall Blau), w grudniu 1942 osada została zdobyta przez armię niemiecką (Grupa Armii A), ale po kilku dniach odbiła ją Armia Czerwona. Był to najdalej na wschód wysunięty punkt frontu wschodniego, do którego dotarły wojska hitlerowskich Niemiec (najdalszy na południowy wschód to miasto Ordżonikidze – ob. Władykaukaz).